# Busard tacheté
Circus assimilis
Espèce
Statut de conservation UICN

 LC  : Préoccupation mineure
Statut CITES
Le Busard tacheté (Circus assimilis) est une espèce d'oiseaux de la famille des Accipitridae. D'après le Congrès ornithologique international, elle est monotypique.

## Taxonomie
Le busard tacheté appartient à la famille des Accipitridae. Les Accipitridae constituent la plus grande famille de l'ordre des Accipitriformes et englobent de nombreux oiseaux de proie diurnes, notamment les faucons et les aigles. C'est l'une des plus grandes familles aviaires avec 233 espèces réparties dans 67 genres  inclus dans la famille dans le monde.

## Description
Grand busard élancé, longues ailes à base large, queue arrondie avec bout cunéiforme. Il vole avec des ailes en V, et pratique le vol stationnaire pour chasser. Le Busard tacheté est un oiseau solitaire vivant en milieu arboricole. Il y a un dimorphisme sexuel, le mâle a un dessus gris clair tacheté de blanchâtre avec une face et des épaules noisette et une queue grise avec barres noires. La femelle a un dessus brun sombre avec de large lisérés orange chamois apparaissant presque unis sur la tête et les avant-bras et plus écaillé sur le dos, le dessous est roux chamois à brun pâle. 

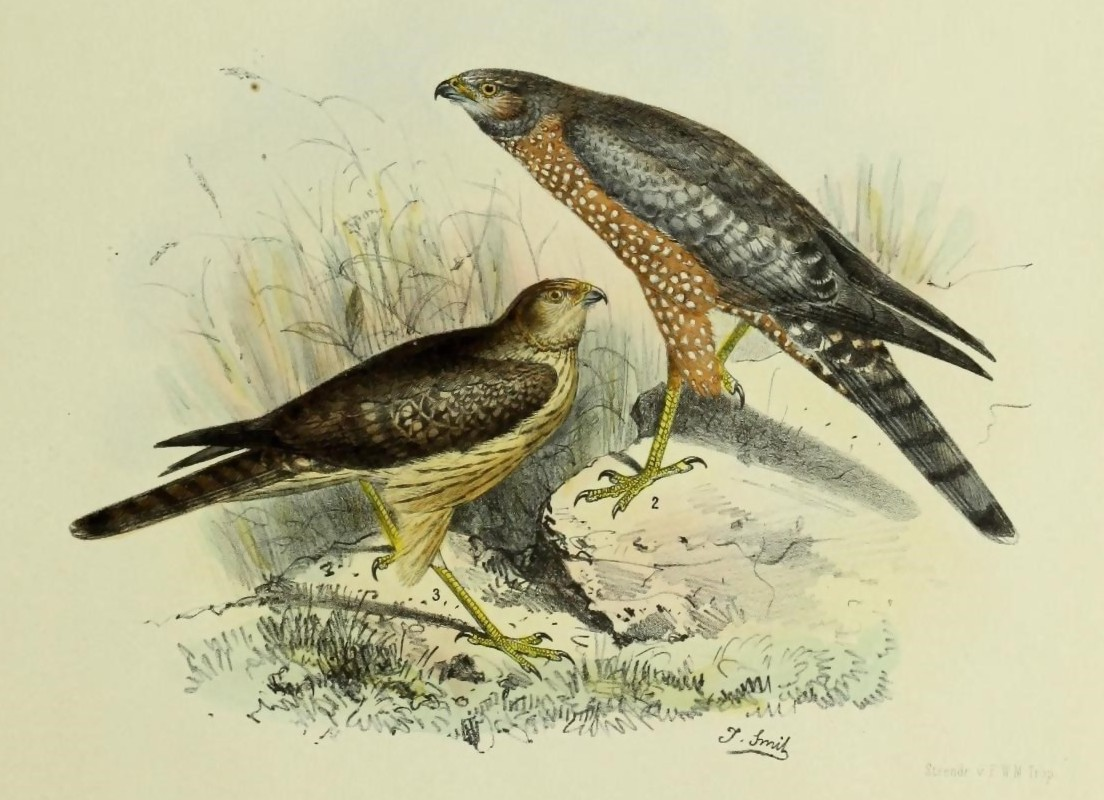

Les femelles adultes atteignent 58 à 61 cm. Les mâles adultes sont beaucoup plus petits que les femelles et ne mesurent que 50 à 55 cm. 
Les oiseaux adultes et juvéniles ont une collerette faciale en forme de hibou qui crée l'apparence d'une tête courte et large ainsi que de longues pattes jaunes. 
Les oiseaux juvéniles au cours de leur première année de vie sont pour la plupart brun foncé et chamois sur les parties supérieures, avec des parties inférieures chamois pâle qui présentent des stries brunes sur la poitrine et le ventre. Au cours de la deuxième année de sa vie, le busard tacheté prend une coloration presque adulte avec des stries blanches sur ses parties inférieures au lieu des taches proéminentes que l'on peut voir chez les adultes.

## Comportement

### Alimentation

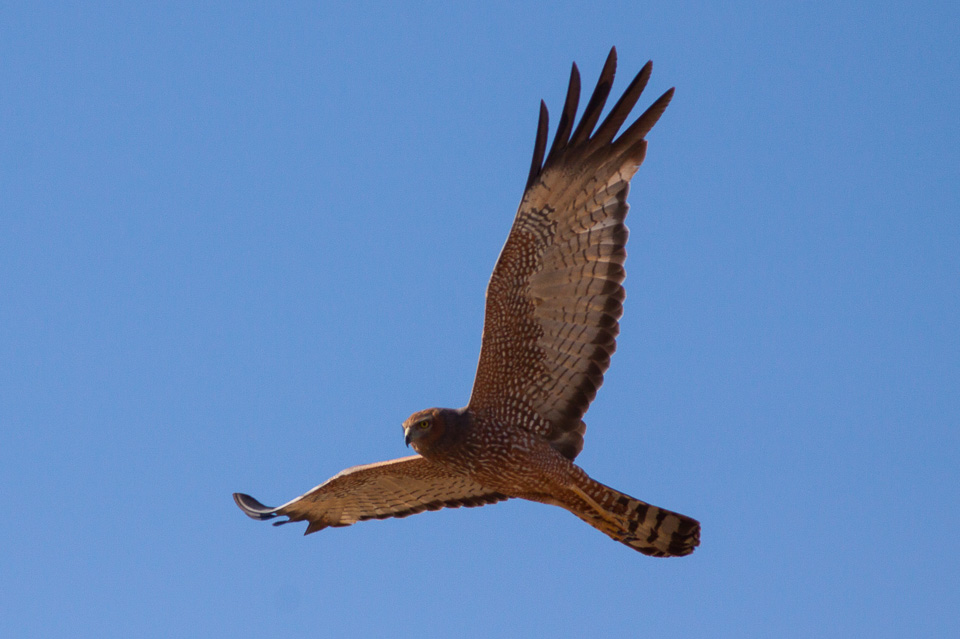

Le Busard tacheté est un oiseau de proie carnivore qui se nourrit principalement de mammifères terrestres tels que les bandicoots, les bettongias et les rongeurs ainsi que de petits oiseaux et reptiles et parfois de gros insectes. Autrefois, l'espèce dépendait fortement des lapins, mais la propagation rapide de la maladie à calicivirus du lapin a entraîné une baisse significative du nombre de lapins dans les zones arides et semi-arides (jusqu'à 65 à 85 %). Pour cette raison, le busard tacheté est de plus en plus dépendant des proies indigènes, mais bon nombre de ses anciennes espèces de proies mammifères indigènes sont éteintes dans l'intérieur des terres de Nouvelle-Galles du Sud et bon nombre de ses espèces de proies clés restantes, telles que les oiseaux terrestres des prairies, sont menacées par le pâturage car elles ont besoin d'une couverture végétale et sont sensibles à la dégradation de l’habitat. Le Busard tacheté s'élève avec les ailes relevées lorsqu'il chasse.

### Reproduction
Il construit un nid d'assez grosse taille assez rudimentaire entre les branches d'un arbre. C'est d'ailleurs le seul membre du genre circus (les busards) qui ne niche pas à terre. La ponte moyenne se situe entre 2 ou 3 œufs dont l'incubation dure de 32 à 34 jours.

## Répartition et habitat

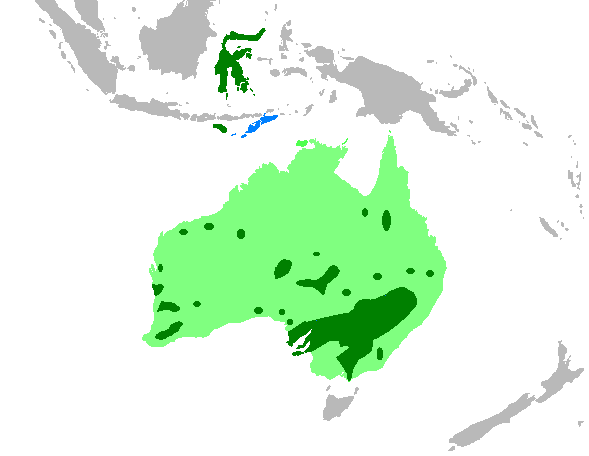

### Répartition
L'aire de répartition du Busard tacheté s'étend sur les Célèbes, les petites îles de la Sonde orientales et l'Australie. Son aire géographique s'étend sur plus de 20 000 km2 (Birdlife International, 2012). Ils peuvent être observés dans la majeure partie du continent australien, à l'exception des habitats densément boisés ou boisés de la côte, des escarpements et des chaînes, et rarement en Tasmanie. En Nouvelle-Galles du Sud, les individus sont largement dispersés et constituent une seule population.

### Habitat
Le Busard tacheté est un oiseau terrestre résidant dans les prairies ouvertes, les forêts ouvertes comprenant les acacias et les Murray Mallee, les forêts riveraines intérieures, les prairies et les arbustes. On le trouve le plus souvent dans les prairies indigènes, mais on l'observe également dans les terres agricoles et les zones humides intérieures à des fins de recherche de nourriture. Il vit jusqu'à 1500 mètres d'altitude. Il chasse tout particulièrement au dessus de zone en eau.

## Statut de conservation

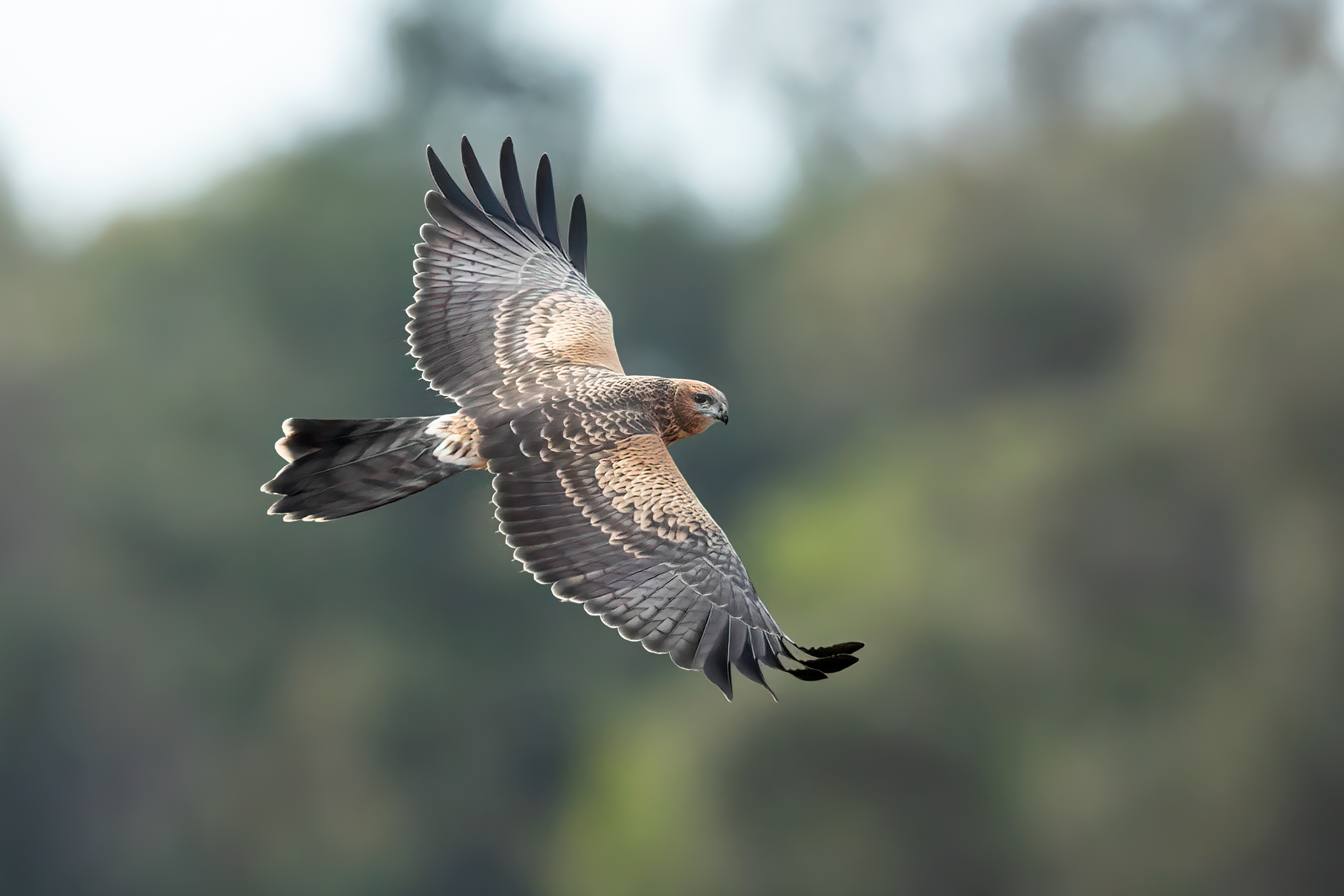

En raison de son aire de répartition extrêmement étendue et de sa population nombreuse et stable, le Busard tacheté a été désigné comme espèce la moins préoccupante par l'Union internationale pour la conservation de la nature. L'espèce a été incluse dans une enquête sur la population de Nouvelle-Galles du Sud entre 1977 et 1981, qui utilisait des grilles de 75 degrés pour déterminer le nombre de populations d'oiseaux. Le Busard tacheté a enregistré des taux de déclaration généralement modérés à élevés (11 à 40 % et plus de 40 % des relevés par grille, respectivement). La reproduction a été enregistrée dans 14 de ces grilles. Une répétition de cette étude a été réalisée entre 1998 et 2002, qui a révélé que le nombre de Busards tachetés avait diminué (moins de 20 % des enquêtes par grille), avec une reproduction dans seulement 6 grilles. Cela suggère qu’un déclin de 70 % à l’échelle de l’État sur 3 générations (30 ans) se produira. L’un des problèmes de cette étude est qu’en raison de la large répartition du Busard tacheté, cette étude ne couvre qu’un petit échantillon de l’espèce entière, ce qui donne une fausse idée de l’espèce dans son ensemble. On sait également qu’il existe de nombreux processus menaçants en Nouvelle-Galles du Sud qui affectent les populations à grande échelle et qui ne se produisent pas de manière aussi prolifique dans d’autres régions. Cette étude doit être réalisée sur toute la répartition de l'espèce afin de trouver un résumé précis de l'état de la population de l'espèce. Cette étude représente cependant avec précision les populations de Nouvelle-Galles du Sud et un plan de gestion peut donc être mis en place pour gérer les effectifs dans cet État uniquement.

## Menace
Le Busard tacheté est principalement menacé par le défrichement et la dégradation des habitats d'alimentation et de reproduction appropriés. Ces menaces s'étendent également aux principales espèces de proies, affectant la densité des proies. Le défrichement et le pâturage des sites de reproduction constituent une menace majeure, parallèlement à l'empoisonnement secondaire par les rodenticides et la Pindone, un poison utilisé pour lutter contre les lapins. Le défrichement de la végétation indigène est répertorié comme un processus de menace clé en Nouvelle-Galles du Sud en vertu de la loi de 1995 sur la conservation des espèces menacées. Le défrichement a affecté d'importantes biorégions sur les pentes et les plaines ouest de la Nouvelle-Galles du Sud qui contenaient autrefois de fortes densités de reproduction de busards. Depuis les années 1980, le défrichement a détruit 40 à 84 % de ces biorégions. 85 à 91 % de ces biorégions ont également été touchées par le pâturage. Le paysage de ces régions s'est également révélé très stressé, la plupart des zones tombant dans des catégories de facteurs de stress du paysage allant de 2 à 6 sur 6. Les biorégions plus à l'ouest de la Nouvelle-Galles du Sud se sont également révélées être fortement pâturées et ont des indices de stress du paysage de 3 à 4,6.